# Mashariki
Mashariki of Eastern was een provincie van Kenia. De hoofdstad is Embu en de provincie had 4.631.779 inwoners (1999). De provincies zijn met de invoering van county's vervallen als bestuurlijke indeling van Kenia.

## Geografie
De uitgestrekte provincie ligt verticaal over de midden van Kenia en grenst in het noorden aan Ethiopië. Voor de rest grenst het aan de overige Keniaanse provincies Kaskazini-Mashariki (North Eastern) in het noordoosten, Pwani (Coast) in het zuidoosten, Bonde la Ufa (Rift Valley), Nairobi en Kati (Central) in het zuidwesten, en nogmaals aan de provincie Bonde la Ufa in het westen en noordwesten.
De provincie herbergt de Chalbiwoestijn en de oostelijke helft van het Turkanameer in het noordwesten, en Mount Kenya in het zuidwesten. De belangrijkste rivieren zijn de Easo Ngiro, de Tana en de Athi. Het klimaat varieert van een woestijn- tot een steppeklimaat. Nationale parken en natuurreservaten in de provincie zijn het Nationaal park Meru, Nationaal park Mount Kenya, Nationaal park Sibiloi, een deel van het Nationaal park Tsavo East en een klein deel van Nationaal park Tsavo West.
Naast de hoofdstad Embu zijn andere belangrijke steden Runyenjes, Meru, Machakos en Marsabit.

## Bevolking
Tussen de officiële volkstellingen van 1979 en 2019 is de bevolking van de voormalige provincie meer dan verdubbeld (zie: onderstaand tabel). Op 24 augustus 2019 woonden er 6 821 049 personen in de provincie, waarvan 3 398 129 mannen, 3 422 734 vrouwen en 186 personen met een intersekseconditie. Van de bevolking leefde 15% in urbane nederzettingen (1 025 666 personen), terwijl 85% in dorpen op het platteland leefde (5 795 383 personen). 
| Bevolkingsontwikkeling | Bevolkingsontwikkeling | Bevolkingsontwikkeling | Bevolkingsontwikkeling | Bevolkingsontwikkeling | Bevolkingsontwikkeling |
| ---------------------- | ---------------------- | ---------------------- | ---------------------- | ---------------------- | ---------------------- |
| Jaar                   | 1979                   | 1989                   | 1999                   | 2009                   | 2019                   |
| Bevolking              | 2 719 851              | 3 768 677              | 4 631 779              | 5 668 123              | 6 821 049              |

Van de bevolking was 35,9% tussen de 0 en 14 jaar (2 250 772 personen), gevolgd door 58,3% in de leeftijdscategorie 15 tot 64 jaar (3 976 631) en 5,8% van 65 jaar of ouder (393 370 personen).

### Etnische groepen
De provincie wordt hoofdzakelijk bewoond door de Kamba, de Meru en verscheidene pastorale gemeenschappen

### Religie
Het christendom is de grootste religie in de provincie. In 2019 was 90% van de bevolking christelijk, vooral aanhangers van het protestantisme, het katholicisme en het evangelisme.
| Religieuze samenstelling in 2019 | Religieuze samenstelling in 2019 | Religieuze samenstelling in 2019 | Religieuze samenstelling in 2019 | Religieuze samenstelling in 2019 |
| -------------------------------- | -------------------------------- | -------------------------------- | -------------------------------- | -------------------------------- |
|                                  |                                  |                                  |                                  |                                  |
| Katholieke Kerk                  | Katholieke Kerk                  |                                  | 25,8%                            | 25,8%                            |
| Protestantisme                   | Protestantisme                   |                                  | 38,9%                            | 38,9%                            |
| Evangelische Kerk                | Evangelische Kerk                |                                  | 17,5%                            | 17,5%                            |
| Overige christenen               | Overige christenen               |                                  | 7,8%                             | 7,8%                             |
| Islam                            | Islam                            |                                  | 6,7%                             | 6,7%                             |
| Anders + onbekend                | Anders + onbekend                |                                  | 3,3%                             | 3,3%                             |

## Districten
| - Embu - Isiolo - Kitui - Machakos - Makueni - Marsabit - Mbeere |  | - Meru Central - Nyambene (Meru North) - Nithi (Meru South) - Tharaka - Moyale - Mwingi |